# Lange Eiland
Het Lange Eiland (ook wel Engels: Long Island genoemd) is een eiland in de rivier Corantijn in het ressort Westelijke Polders in het district Nickerie in Suriname.
Op dit eiland komt mogelijk een brugverbinding tussen Suriname en Guyana.